# Babord

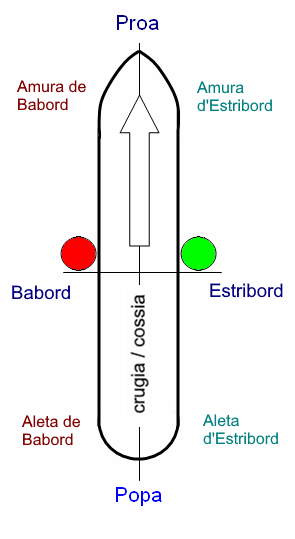
Direccions en un vaixell

Babord és el costat esquerre d'una nau mirant cap a proa (cap endavant). Es fa servir per a vaixells, avions, naus espacials o similars.
Segons el reglament internacional per a la prevenció d'abordatges, RIPA, de nit, els vaixells estan obligats a dur un fanal vermell al costat de babord, que indica la banda esquerra de la nau. Aquest fanal ha de ser visible des de qualsevol angle entre la proa i 135º a babord de la proa.
Tots els objectes del vaixell que s'han de numerar i que estan a babord tenen assignats per conveni els nombres parells, per exemple cabines, etc.
L'anàleg per al costat dret de la nau es diu estribord.

## Denominació antiga
Francesc Eiximenis en la seva obra el Dotzè del Crestià parlava de la guerra naval i de la disciplina i ordre que cal observar en els vaixells. En el capítol CCCXXXVI (336) exposava la necessitat d'anomenar amb precisió els diversos llocs de combat en la coberta d'un vaixell. I recordava el costum català d'anomenar la banda dreta (estribord) "banda de Santa Maria" i la banda esquerra (babord) "banda de Sant Jordi".

## Amurat a babord
Es diu que un veler navega amurat a babord quan rep el vent per la banda de babord.
Un veler amurat a estribord té preferència de pas sobre un veler amurat a babord.

Virada per avant d'un veler. El vent es representa per la fletxa vermella. En la figura 1 el veler està amurat a estribord. En la 2 comença a orsar. En la 3 està aproat al vent (a fil de roda). En la 4 està arribant. En la 5 està amurat a babord.